# Léon Charles Adolphe Pêtre
Pour les articles homonymes, voir Pêtre.
Léon Charles Adolphe Pêtre est un administrateur colonial français né le 13 novembre 1881 à Bourges et mort le 5 décembre 1956 à Paris.
Haut fonctionnaire, avec le grade de gouverneur des colonies, il fut notamment lieutenant-gouverneur de la colonie du Niger de mai 1934 au 16 mars 1935, dans ce qui était alors l’Afrique-Occidentale française (AOF).

## Famille
Léon Charles Adolphe Pêtre était l'époux de la modiste Marthe Jeannest, avec laquelle il vécut à Paris, au n° 1 de l’avenue Rodin dans le XVIe arrondissement. 
Sa belle-sœur Madeleine Louise Jeannest avait épousé le peintre Georges Gimel.

## Biographie
Déjà administrateur en chef des colonies, Léon Pêtre préface en 1930 un ouvrage d'André Herviault qui paraît à Paris sous le titre de Congo. Gabon. Cameroun. Dahomey. Togo.
Il est nommé chef de cabinet au sous-secrétariat des colonies sous Blaise Diagne le 3 février 1931. Il quitte cependant le ministère en novembre de la même année.
Dans les mêmes moments, il reçoit la médaille d'or pendant la commémoration de l'Exposition coloniale internationale de 1931 qui se tient à Vincennes.
Du 18 octobre 1933 au 7 mai 1934 il est commissaire au Togo français.
En mai 1934, il succède à Maurice Bourgine comme lieutenant-gouverneur de la colonie du Niger et quitte ce poste le 16 mars 1935. Il est alors remplacé par Joseph Court.
Il est nommé chevalier de la Légion d'honneur le 10 juillet 1925, et officier le 7 août 1936.

## Œuvres
- Léon Pètre et Joseph Trillat, La France outre-mer, J. Vermaut, 1942, 364 p.
- Léon Pètre, « Préface » dans André Herviault, Congo, Gabon, Cameroun, Dahomey, Togo, Peyronnet et Cie, Paris, 1930